# Бребенеј (Горж)
Бребенеј (рум. Brebenei) насеље је у Румунији у округу Горж у општини Бранешти. Oпштина се налази на надморској висини од 132 m.

## Становништво
Према подацима из 2002. године у насељу је живело 290 становника, од којих су сви румунске националности.